# 24370 Marywang
24370 Marywang (tên chỉ định: 2000 AX139) là một tiểu hành tinh vành đai chính. Nó được phát hiện bởi dự án Nghiên cứu tiểu hành tinh gần Trái Đất Lincoln ở Socorro, New Mexico, ngày 5 tháng 1 năm 2000. Nó được đặt theo tên Mary Xue Wang, an American high school student whose chemistry team project won second place ở the 2008 Giải thưởng Khoa học và Kỹ thuật Intel.